# بيتر كولي
بيتر كولي (بالإنجليزية: Peter Cooley)‏ هو شاعر أمريكي، ولد في 19 نوفمبر 1940 في ديترويت في الولايات المتحدة.